# Campezo
Campezo (baszkul: Kanpezu) község Spanyolországban, Araba tartományban. Lakosainak száma 1085 fő (2024).

## Földrajza
Campezo Bernedo, Arraia-Maeztu, Harana/Valle de Arana, Lana, Zúñiga, Nazar, Torralba Del Río, Azuelo, Aguilar de Codés és Genevilla községekkel határos.

## Népesség
A település lakosságának változását az alábbi diagram mutatja:
| Lakosok száma | 1084 | 1085 | 1075 | 1118 | 1123 | 1084 | 1059 | 1040 | 1081 | 1085 |
|               | 2001 | 2004 | 2006 | 2009 | 2011 | 2014 | 2016 | 2019 | 2021 | 2024 |